# فريدريك ياكوب
فريدريك ياكوب (بالألمانية: Friedrich Jakob)‏ هو ضابط ألماني، ولد في 18 مارس 1910 في Ehringshausen ‏ في ألمانيا، وتوفي في 9 سبتمبر 1994 في ماينتس في ألمانيا.